# Халіль аль-Гамді
Халіль Ібрагім Джеляль аль-Гамді (араб. خليل إبراهيم جلال الغامدي, нар. 2 вересня 1970) — футбольний арбітр із Саудівської Аравії. Арбітр ФІФА з 2003 року. Обраний арбітром на чемпіонат світу з футболу 2010 у ПАР. Крім роботи арбітром також працює вчителем в Ер-Ріяді.